# Cephalallus oberthuri
Cephalallus oberthuri är en skalbaggsart som beskrevs av Sharp 1905. Cephalallus oberthuri ingår i släktet Cephalallus och familjen långhorningar.
Artens utbredningsområde är Taiwan. Inga underarter finns listade.